# Dendropsophus walfordi
Dendropsophus walfordi là một loài ếch thuộc họ Nhái bén.
Loài này có ở Brasil và có thể cả Bolivia.
Môi trường sống tự nhiên của chúng là rừng ẩm vùng đất thấp nhiệt đới hoặc cận nhiệt đới, xavan khô, xavan ẩm, sông ngòi, đầm nước ngọt có nước theo mùa, vùng đồng cỏ, vườn nông thôn, các vùng đô thị, rừng thoái hóa nghiêm trọng, ao, và kênh và mương.